# Juan Spikerman
Juan Spikerman (Villa Nuestra Señora de Guadalupe, 15 de septiembre de 1806 — Ib., 12 de abril de 1863) fue un militar y político uruguayo de las guerras de independencia del siglo XIX.

## Biografía
El nace el 15 de septiembre de 1806 en la Villa Nuestra Señora de Guadalupe, siendo bautizado en la parroquia de esa localidad días después. Su madre y su padre eran oriundos de Montevideo, donde este último desempeñaba funciones como oficial de milicias. Posteriormente se establecieron en Villa Guadalupe a comienzos del 1800, convirtiéndose en pequeños productores rurales.

### Carrera militar
A la temprana edad de 17 años se une al movimiento revolucionario encabezado por Manuel Oribe, entre 1823 y 1824. Debido a esto y ante la acción de las fuerzas brasileñas, debe exiliarse en Buenos Aires.
1825 se convierte en un año clave en su carrera militar, en la que se integra a las fuerzas del Coronel Juan Antonio Lavalleja en la llamada Cruzada Libertadora de los Treinta y Tres. Bajo sus órdenes participa en el desembarco en la Playa de la Agraciada el 19 de abril de ese año. Participa en varios operativos militares como las “acciones del 25” en Unidades de Caballería y la liberación de su Guadalupe natal el 3 de mayo.
El 12 de octubre integrando el Ejército Patriota del Brigadier General Lavalleja combate bajo el mando del entonces Coronel Manuel Oribe en la Batalla de Sarandí, en la que son derrotadas las fuerzas brasileñas. Los méritos conseguidos en la campaña libertadora le valen su sucesivo ascenso a Sargento, luego a Sargento 1.º y por último alférez de caballería.
Entre 1826 y 1830 participa en diversos operaciones militares con el objetivo de expulsar a las tropas brasileñas al mando de Carlos Federico Lecor. Entre estas operaciones se destaca la Batalla de Ituzaingó ocurrida el 20 de febrero de 1827 en la que integrando el Ejército Republicano Argentino-Uruguayo derrotan a las tropas brasileñas. Por su desempeño en estos tiempos se lo asciende al grado de Capitán incorporándose a las Unidades de Caballería. Integró asimismo el regimiento 9.º de la Provincia Oriental y el regimiento 1.º del Estado Constitucional.
En 1831 se casa con Josefa Arias en su ciudad natal, radicándose allí y dedicándose a la producción rural.
En 1836 se une a la causa del Presidente Manuel Oribe, en contra de las fuerzas riveristas.
Es detenido por un corto tiempo en 1839 debido a sus vínculos con los Generales Oribe y Lavalleja. Luego de ser liberado emigra a Buenos Aires en la que apoya la causa Blanca-Federal.
Luego de regresar a Villa Guadalupe, se mantiene al margen de la Guerra Grande hasta el final de la misma en 1851.

### Actuación política
Entre 1858 y 1860 cumple la función de Edecán Presidencial siendo presidente Gabriel Pereira. En ese año es ascendido al grado de teniente coronel.
Fue suplente de monseñor Jacinto Vera en la Junta Económico-Administrativa del Departamento de Canelones, y en ocasión de este ser nombrado vicario apostólico del Estado, el 8 de enero de 1860 Spikerman asume la titularidad.
Entre 1860 y 1863 cumple la función de presidente de la Orden de San Vicente de Paul, siendo el primero en desempeñar dicho cargo. Esta Orden que dependía de la Parroquia de Nuestra Señora de Guadalupe estaba dedicada a la ayuda a los pobres.
Fallece el 12 de abril de 1863 tributándosele los más altos honores de estado decretados por el presidente Bernardo Berro como uno de los Treinta y Tres Orientales, siendo enterrado en el Cementerio Central de Montevideo.
Además de su carrera militar, son notables sus aportes a la historiografía uruguaya que han sido publicados en reiteradas ocasiones. Entre sus textos destacables se pueden encontrar sus Memorias de la Cruzada Libertadora que fueran escritas entre 1858 y 1859 o la obra Memoria de la primera semana de los Treinta y Tres, siendo este último el único testimonio escrito de estos momentos históricos.
En homenaje a su destacada actuación en las guerras de independencia, el Museo Departamental de Canelones lleva su nombre.